# One More Day (utwór muzyczny Eldrine)
One More Day – utwór gruzińskiego zespołu Eldrine wydany w formie singla w 2011 i umieszczony na reedycji płyty pt. Fake Reality. Piosenkę napisali Beso „DJ BE$$” Cichelaszwili, „DJ Rock” i Micheil Czelidze.
Utwór reprezentował Gruzję podczas 56. Konkursu Piosenki Eurowizji, wygrywając krajowe eliminacje, które odbyły się 19 lutego. Singiel został zakwalifikowany do stawki konkursowej przez komisję jurorską spośród 50 przysłanych kandydatur. 28 lutego krajowy nadawca poinformował media o zmianie wokalistki zespołu – Tamar Wadaczkorii zastąpiła Sopo Toroszelidze. 10 maja utwór został zaprezentowany jako dziewiąty w kolejności w pierwszym półfinale 56. Konkursu Piosenki Eurowizji, który został zorganizowany w Düsseldorfie. Zdobył w nim łącznie 74 punkty i awansował do finału z 9. miejsca. W rundzie finałowej zespół wystąpił jako ostatni, 25. uczestnik i otrzymał 110 punktów, dzięki którym zakończył udział na 9. miejscu.